# Christian Grøthan
Christian Vilhelm Balduin Grøthan (18 tháng 11 năm 1890 - 6 tháng 4 năm 1951) là một cố cầu thủ bóng đá người Đan Mạch.

## Sự nghiệp
Sinh ra ở Frederiksberg, Grøthan chơi ở vị trí hậu vệ cho câu lạc bộ Boldklubben af 1893. Ông đã cùng câu lạc bộ giành chức vô địch Đan Mạch năm 1916.
Ông đã cùng đội tuyển Đan Mạch tham dự Thế vận hội Mùa hè 1920.
Từ năm 1915 đến năm 1923, tổng cộng Grøthan đã chơi 31 trận và ghi ba bàn cho đội tuyển bóng đá quốc gia Đan Mạch.